# S/2004 S 37
S/2004 S 37 — природний супутник Сатурна. Відкритий Скоттом Шеппардом, Девідом Джуїттом та Дженом Кліна 8 жовтня 2019 року після спостережень, проведених у період з 12 грудня 2004 року по 2 лютого 2006 року.
Діаметр S/2004 S 37 — близько 4 км, велика піввісь — 16 003 300 км, орбітальний період — 752,88 земної доби, обертається навколо Сатурна з прямим напрямком під нахилом 164° до площини екліптики, ексцентриситет орбіти — 0,506 .